# Matteo Rubbiani
Matteo Rubbiani (Carpi, 31 agosto 1978) è un astista italiano.

## Biografia
Ennesimo prodotto della scuola di salti della Fratellanza Modena, dopo una crescita graduale si è meritato nel 2004 l'esordio in azzurro. Pur praticando l'atletica da professionista fin dal suo reclutamento in Aeronautica Militare, ha proseguito la carriera degli studi universitari ed ora è laureato in Economia e Commercio.
Il 27 gennaio 2013 a Modena ha stabilito, con al misura di 5,40 m, il nuovo primato italiano master categoria M35, migliorando per la terza volta dall'inizio dell'anno, quello che era il vecchio primato di Marco Andreini di 5,20m. Nonostante le buone aspettative, non è poi riuscito a fare una buona gara ai Campionati italiani assoluti di atletica leggera indoor 2013, ove ha mancato il podio.

## Progressione

### Salto con l'asta outdoor
| Stagione | Risultato | Luogo         | Data      | Rank. Ita. | Rank. Mond. |
| -------- | --------- | ------------- | --------- | ---------- | ----------- |
| 2014     | 5,30 m    | Modena        | 21-6-2014 | 4º         |             |
| 2013     | 5,30 m    | Modena        | 01-6-2013 | 5º         |             |
| 2012     | 5,42 m    | Modena        | 25-4-2012 | 3º         |             |
| 2011     | 5,30 m    | Modena        | 25-4-2011 | 5º         |             |
| 2010     | 5,50 m    | Grosseto      | 30-6-2010 | 3º         | 50º         |
| 2009     | 5,40 m    | Busto Arsizio | 24-6-2009 | 3º         |             |
| 2008     | 5,40 m    | Firenze       | 27-6-2008 | 2º         |             |
| 2007     | 5,40 m    | Fabriano      | 10-6-2007 | 2º         |             |
| 2006     | 5,25 m    | Ferrara       | 11-7-2006 | 3º         |             |
| 2005     | 5,30 m    | Rovellasca    | 13-7-2005 | 3º         |             |
| 2004     | 5,45 m    | Modena        | 22-5-2004 | 3º         |             |
| 2003     | 5,20 m    | Milano        | 28-6-2003 | 8º         |             |
| 2002     | 5,25 m    | Viareggio     | 20-7-2002 | 8º         |             |
| 2001     | 5,30 m    | Brescia       | 16-6-2001 | 7º         |             |

### Salto con l'asta indoor
| Stagione | Risultato | Luogo         | Data      | Rank. Ita. | Rank. Mond. |
| -------- | --------- | ------------- | --------- | ---------- | ----------- |
| 2014     | 5,30 m    | Ancona        | 22-2-2014 | 5º         |             |
| 2013     | 5,40 m    | Modena        | 27-1-2013 | 4º         |             |
| 2012     | 5,50 m    | Ancona        | 25-2-2012 | 4º         | 46º         |
| 2011     | 5,40 m    | Ancona        | 19-2-2011 | 4º         | 72º         |
| 2010     | 5,35 m    | Fermo         | 20-2-2010 | 3º         |             |
| 2009     | 5,32 m    | Vienna        | 3-2-2009  | 3º         |             |
| 2008     | 5,30 m    | Genova        | 23-2-2008 | 2º         |             |
| 2007     | 5,40 m    | Modena        | 28-1-2007 | 3º         |             |
| 2006     | 5,30 m    | Ancona        | 18-2-2006 | 2º         |             |
| 2005     |           |               |           |            |             |
| 2004     | 5,30 m    | Modena        | 18-1-2004 | 2º         |             |
| 2003     | 5,30 m    | Reggio Emilia | 6-2-2003  | 4º         |             |
| 2002     | 5,20 m    | Firenze       | 9-2-2002  | 6º         |             |

## Palmarès
| Anno | Manifestazione           | Sede      | Evento           | Risultato | Note |
| ---- | ------------------------ | --------- | ---------------- | --------- | ---- |
| 2005 | Giochi del Mediterraneo  | Almería   | Salto con l'asta | 7º        |      |
| 2007 | Giochi mondiali militari | Hyderabad | Salto con l'asta | Bronzo    |      |

## Campionati Nazionali
2004
- Bronzo ai campionati nazionali italiani indoor, salto con l'asta

2005
- Bronzo ai campionati nazionali italiani, salto con l'asta

2006
- Oro ai campionati nazionali italiani indoor, salto con l'asta

2007
- Oro ai campionati nazionali italiani, salto con l'asta
- Argento ai campionati nazionali italiani indoor, salto con l'asta

2008
- Oro ai campionati nazionali italiani indoor, salto con l'asta

2010
- Argento ai campionati nazionali italiani, salto con l'asta
- Bronzo ai campionati nazionali italiani indoor, salto con l'asta

2011
- Bronzo ai campionati nazionali italiani indoor, salto con l'asta

2012
- Argento ai campionati nazionali italiani indoor, salto con l'asta

2013
- Bronzo ai campionati nazionali italiani, salto con l'asta

2014
- Bronzo ai campionati nazionali italiani indoor, salto con l'asta
- Bronzo ai campionati nazionali italiani, salto con l'asta

## Altre competizioni internazionali
2004
- 7º alla Coppa Europa indoor ( Lipsia), salto con l'asta - 5,20 m
- 8º alla Coppa Europa ( Bydgoszcz), salto con l'asta - 5,20 m

2007
- 5º al DécaNation ( Parigi), salto con l'asta - 5,30 m